# لورينا بوكانيغرا
لورينا بوكانيغرا (بالإسبانية: Lorena Bocanegra)‏ هي لاعبة كرة قدم إسبانية، ولدت في 4 مايو 1993 في إشبيلية في إسبانيا. لعبت مع نادي إشبيلية للسيدات.